# Spartak Sofia
Spartak Sofia (Bulgaars: Спартак София) was een Bulgaarse voetbalclub uit de hoofdstad Sofia.
De club werd in 1947 opgericht en nam meteen deel aan het kampioenschap dat op dat moment werd beslecht in een knock-outfase. Spartak haalde de halve finale waarin Lokomotiv Sofia te sterk was. Het volgende seizoen was Marek Stanke Dimitrov te sterk in de 2de ronde. Vanaf 1948/49 was er een gewone competitie, ondanks een 5de plaats degradeerde de club en keerde in 1951 terug en werd meteen vicekampioen, die plaats herhaalde het nog eens in 1952. Het volgende seizoen volgde de ontnuchtering met een 12de plaats en een degradatie.
In 1956 en 1959 keerde de club terug voor telkens 2 seizoenen. Bij de terugkeer in 1962 werd de club 5de. In 196, 1967 en 1968 deed Spartak het nog beter met een 4de plaats. Dat laatste seizoen won de club ook de beker en had dus recht op Europees voetbal, maar dat draaide anders uit. De West-Europese landen protesteerden tegen het Warschaupact en de inval in Tsjechoslowakije. De Oost-Europese clubs werden tegen elkaar uitgeloot en 5 clubs trokken zich terug waaronder Spartak en diens tegenstander Union Berlin. Voor het seizoen 1968/69 fusioneerde Spartak met Levski Sofia en vormde zo Levski-Spartak Sofia.

## Erelijst
- Beker van Bulgarije
  - 1968

## Spartak in Europa
- 1R = eerste ronde

| Seizoen | Competitie   | Ronde | Land                                    | Club               | Score          |
| ------- | ------------ | ----- | --------------------------------------- | ------------------ | -------------- |
| 1968/69 | Europacup II | 1R    | Vlag van Duitse Democratische Republiek | 1. FC Union Berlin | teruggetrokken |

Zie ook Deelnemers UEFA-toernooien Bulgarije